# Centromeriana jocosa
Centromeriana jocosa är en insektsart som först beskrevs av Gerstaecker 1895.  Centromeriana jocosa ingår i släktet Centromeriana och familjen Dictyopharidae. Inga underarter finns listade i Catalogue of Life.